# Шанцер, Станислав Яковлевич
Станислав Яковлевич Шанцер (1818—1876) — российский медик, автор ряда научных трудов.

## Биография
Станислав Шанцер родился в 1818 году в деревне Березе (Brzoza), Опоченского уезда, Радомской губернии. Высшее образование получил на медицинском факультете Виленского университета, курс которого окончил в 1842 году. 
Медицинскую практику Станислав Яковлевич Шанцер начал в городе Бендзине, Петроковской губернии. Здесь, благодаря его стараниям, были обустроены деревенские и передвижные аптеки и организованы правильные разъезды врачей, имевшие целью сделать медицинскую помощь более доступной для многочисленных фабричных и сельскохозяйственных рабочих района. Одновременно с этим Шанцер выработал и представил на усмотрение высших медицинских властей проект устройства городских больниц и лечебниц во всем крае. 
В 1849 году С. Я. Шанцер переехал на жительство в Петроков, где снискал себе вскоре широкую популярность, как внимательный и добросовестный врач. 
Обширная врачебная практика не мешала ему заниматься и научными работами: за время пребывания в Петрокове он написал несколько ценных статей по медицине, которые помещал в «Tygodniku Lekarskim» и «Gazecie Lekarskiej». Наибольшую известность из них получили его исследования о лихорадках («Febris intermittens depuratoria. Ecclampsio. Taenia»), а также «Vaginismus» и «О обрезании у израильтян» («Circumcisio judaeorum»). Кроме того, Шанцер оставил в рукописи «Курс гигиены», читанный им в частном Усенском пансионе, и реферат «О купаньях», относящийся к 1875 году. 
Станислав Яковлевич Шанцер скончался в Петрокове 21 мая 1876 года.